# 塞爾布
塞爾布（挪威語：Selbu）是挪威特倫德拉格郡的一個市镇，行政中心为梅邦登村。市镇面积为1,235平方公里，人口数量为4,062人（2020年），人口密度为每平方公里3.6人。